# Claybourne Elder
Claybourne Elder (Springville, 21 aprile 1982) è un attore e cantante statunitense.

## Biografia
Figlio di un'insegnante di scuola e di un carpentiere, Claybourne Elder cominciò a studiare musica da bambino, prima di studiare recitazione e teatro alla Brigham Young University e all'Università dello Utah. 
Dichiaratamente omosessuale, Elder è sposato con Eric Rosen dal 2012 e nel 2017 la coppia ha avuto un figlio tramite gestazione per altri, Claybourne "Bo" Philip Rosen-Elder.

## Carriera
Nel 2008 ha fatto il suo debutto a New York nella prima produzione dell'Off Broadway del musical di Stephen Sondheim Road Show. Dopo aver recitato in produzioni regionali di Into the Woods (2009), Bonnie and Clyde (2010) e Cabaret (2011). Nel 2011 tornò sulle scene dell'Off Broadway in un adattamento teatrale del racconto di Tennessee Williams One Arm e per la sua interpretazione nel ruolo di Ollie fu candidato al Drama Desk Award al miglior attore protagonista in un'opera teatrale nel 2012. Sempre nel 2011 ha fatto il suo debutto a Broadway nel musical Bonnie and Clyde accanto a Jeremy Jordan e Laura Osnes, per poi ricoprire i ruoli da protagonisti nei musical Pippin (Kansas City, 2012)  e Sunday in the Park with George (Arlington, 2014).
Nel 2015 tornò a darsi alla prosa con il dramma Premio Pulitzer Angels in America in scena a Kansas City, mentre nel 2016 tornò a cantare in un musical di Sondheim a New York quando recitò accanto a Melissa Errico in Do I Hear a Waltz?. Dopo aver interpretato il protagonista Curly in Oklahoma! a Wichita, nel 2017 Elder tornò a Broadway come sostituto di Jake Gyllenhaall nel ruolo di Georges Seurat in Sunday in the Park with George e sempre nello stesso anno cantò con Jonathan Groff e Vanessa Williams nel musical Sondheim on Sondheim alla Hollywood Bowl. Dopo un'apprezzata interpretazione nel ruolo di Giorgio in Passion ad Arlington ed il debutto londinese, nell'autunno del 2018 tornò a Broadway con la commedia Torch Song Trilogy.

## Filmografia
- The Carrie Diaries – serie TV, 4 episodi (2014)
- FBI – serie TV, episodio 2x5 (2019)
- The Gilded Age – serie TV, 12 episodi (2022-2025)

## Teatrografia
- Road Show, Public Theatre di New York (2008)
- Into the Woods, Spencer Theatre di Kansas City (2009)
- Bonnie & Clyde, La Jolla Playhouse di La Jolla (2009)
- Take Flight, McCarter Theatre di Princeton (2010)
- Bonnie & Clyde, The Mertz Theatre di Sarasota (2010)
- Cabaret, Spencer Theatre di Kansas City (2011)
- One Arm, Acorn Theatre di New York (2011)
- Cinderella, Kansas City Starlight Theatre di Kansas City (2011)
- Bonnie & Clyde, Gerald Schoenfeld di Broadway (2011)
- Pippin, Spencer Theatre di Kansas City (2012)
- Venice - A New Musical, Public Theatre di New York (2013)
- Sunday in the Park with George, Signature Theatre di Arlington (2014)

- Allegro, Classic Stage Company di New York (2014)
- Angels in America, Kansas City Repertory Theatre di Kansas City (2015)
- Do I Hear A Waltz?, City Center Encores! di New York (2016)
- Oklahoma!, Music Theatre Wichita di Wichita (2016)
- Sunday in the Park with George, Hudson Theatre di Broadway (2017)
- Sondheim on Sondheim, Hollywood Bowl di Los Angeles (2017)
- Passion, Signature Theatre di Arlington (2018)
- Torch Song, Second Stage Theatre di Broadway (2018)
- Benny & Joon, Paper Mill Playhouse di Millburn (2019)
- Cesare e Cleopatra, Gingold Theatre di New York (2019)
- Company, Bernard B. Jacobs Theatre di Broadway (2020)
- La bella e la bestia, MUNY di Saint Louis (2023)